# Itêr-pisha
Itêr-pisha ou Itêr-piša est le douzième roi de la Ire dynastie d'Isin. Il a régné entre 1836 et 1827 av. J-C mais les dates de son règne propre sont inconnues. En effet, Isin, dont le déclin s'est alors accentué depuis une dizaine d'années, traverse une période très troublée où trois rois se succèdent en moins de neuf ans. Son prédécesseur est Zambiya et son successeur est Ur-Dukuga.